# Llanbadrig
Llanbadrig est une communauté et un village britannique, situé dans le comté d'Anglesey

## Curiosités
- Une partie du film Half Light, avec Demi Moore, a été tournée à Llanbadrig[1]

## Photos

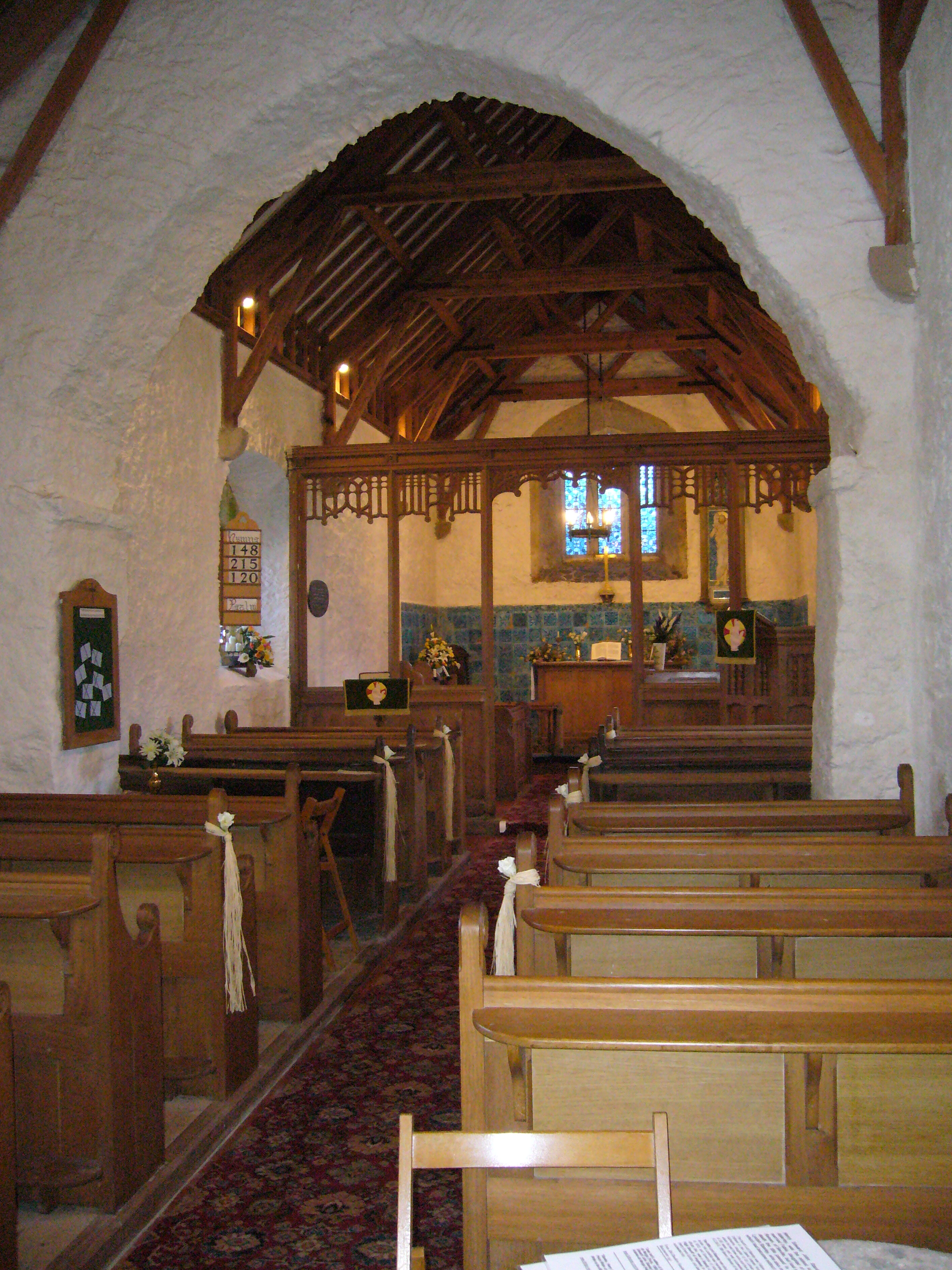
Intérieur de l'église
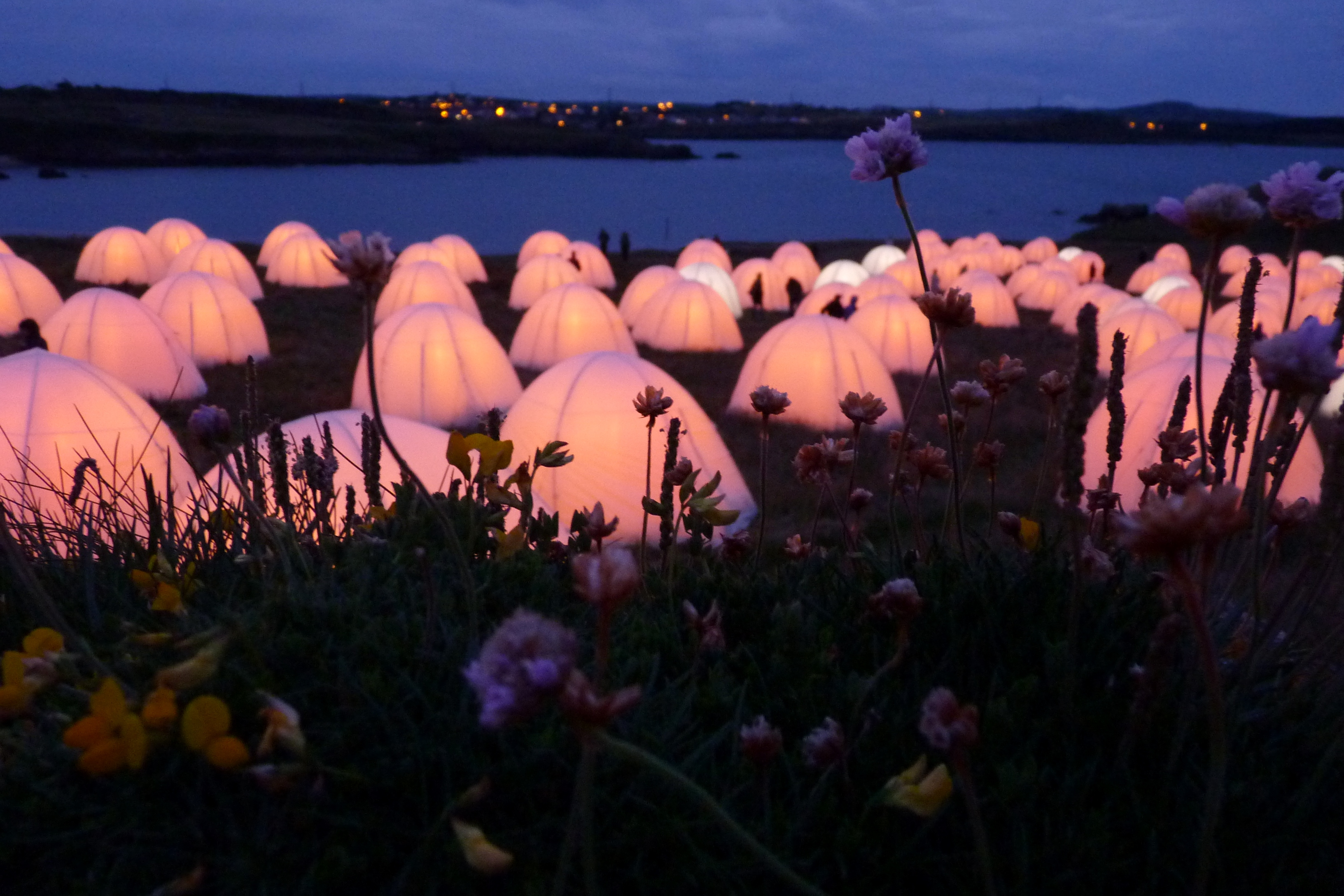
Lors de la 2012 Cultural Olympiad (en), il y eut 8 installations en Grande-Bretagne avec des tentes illuminées et des lectures de poésie. L'une d'elles eut lieu à Llanbadrig.
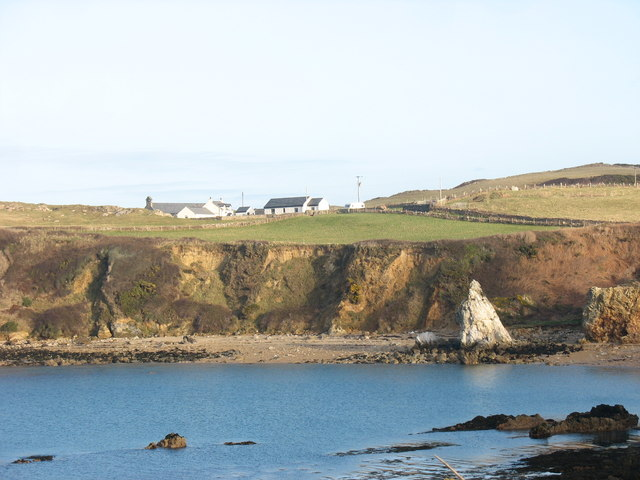
Plage de la Dame blanche (Traeth y Ladi Wen)